# Daniel Orso
Pour les articles homonymes, voir Orso.
Pas d'image ? Cliquez ici

a Compétitions nationales et continentales officielles uniquement.

b Matchs officiels uniquement.
Dernière mise à jour le 2 juillet 2024.
Daniel Orso, né le 22 juin 1997, est un joueur italien de rugby à XV évoluant au poste de deuxième ligne.

## Biographie
Daniel Orso commence sa carrière en Italie avec le club de Mogliano Rugby durant la saison 2016-2017. À l'issue de la saison, il participe au Championnat du monde junior 2017 avec l'équipe d'Italie des moins de 20 ans.
En 2017, il rejoint le centre de formation de la Section paloise. Il dispute trois saisons avec les espoirs du club béarnais. En janvier 2020, il joue son seul match avec l'équipe professionnelle de la Section paloise en Challenge européen contre le Rugby Calvisano.
En mai 2020, il rejoint la Fédérale 1 avec le club du SA Trélissac.

## Palmarès
Néant